# Jervois-Scratchley-Bericht

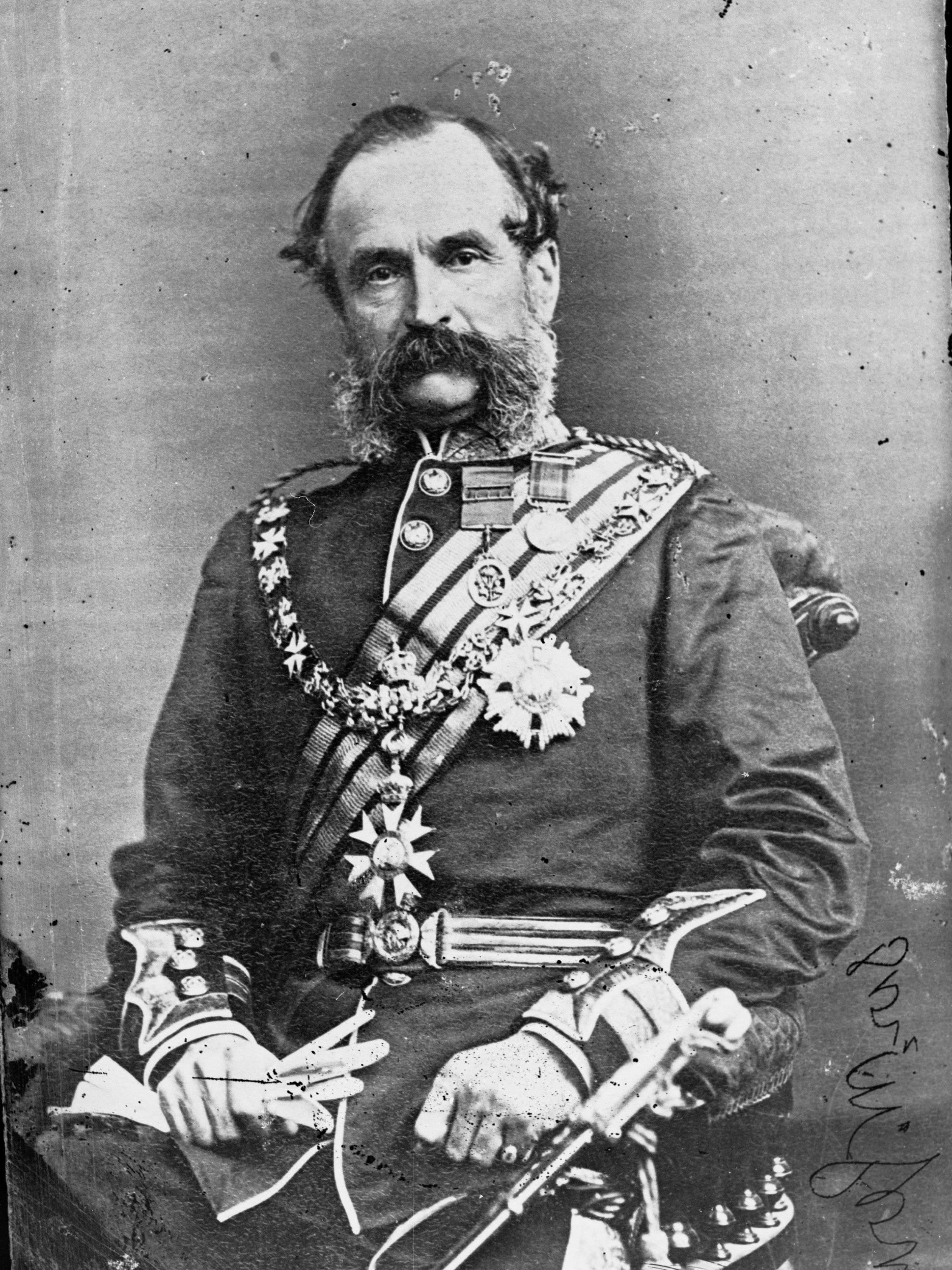
Sir William Jervois GCMG, CB

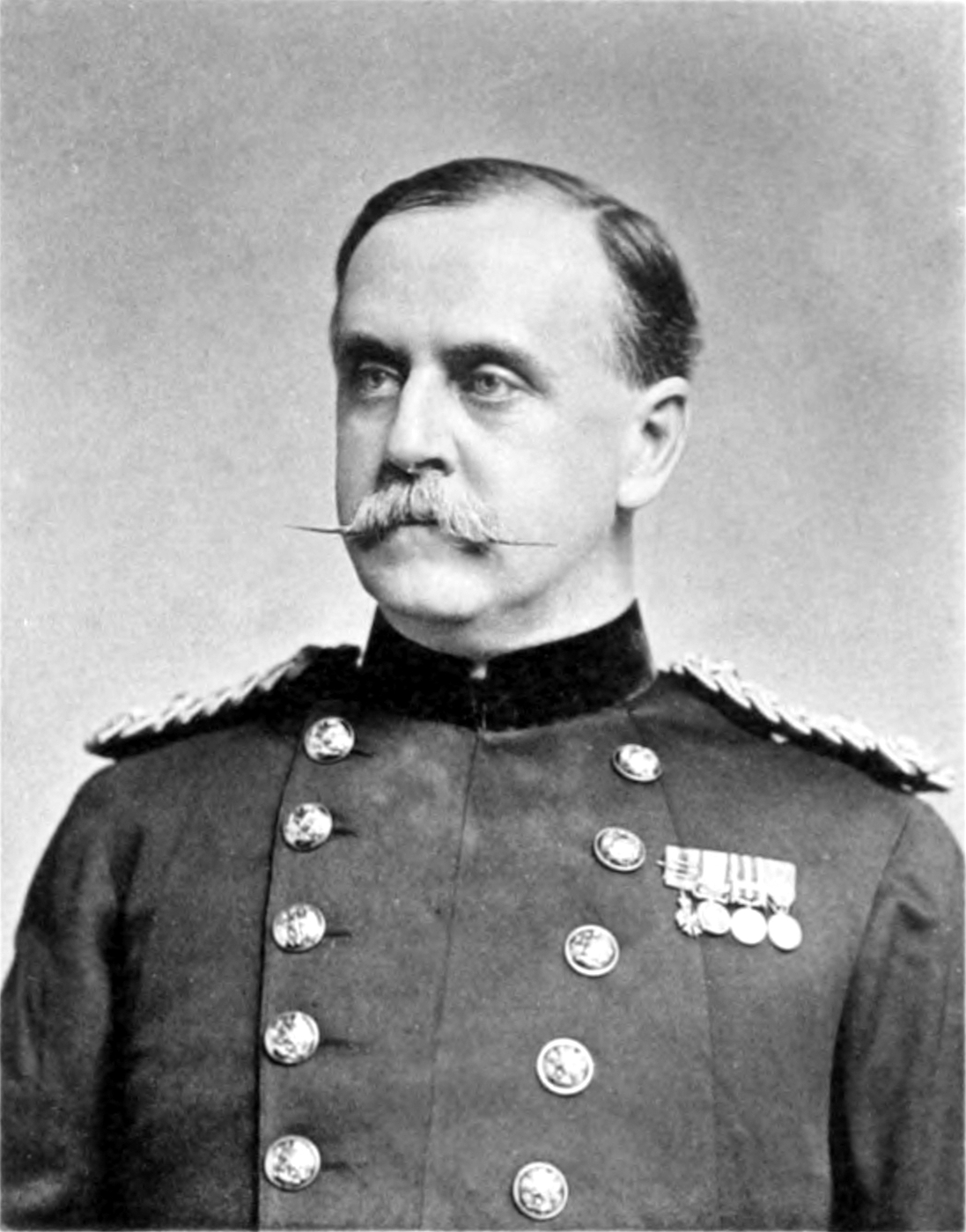
Sir Peter Scratchley KCMG

Die Jervois-Scratchley Berichte von 1877 betrafen die Verteidigung der australischen Kolonien. Sie beeinflussten die Verteidigungspolitik Australiens und Neuseelands bis in das zwanzigste Jahrhundert. Seit Beginn der ersten Besiedlung in Australien waren die Royal Marines, das New South Wales Corps und eine Reihe von Regimentern der britischen Armee für die Verteidigung der australischen Kolonien eingesetzt. Mit dem Rückzug der britischen Truppen im Jahr 1870 waren die verschiedenen Kolonien gezwungen, größere Anstrengungen zu ihrer eigenen Verteidigung zu unternehmen.
Major General Sir William Jervois und Lieutenant Colonel Peter Scratchley wurden von einer Gruppe von Kolonien als Berater zu Fragen der Verteidigung berufen. Die beiden Royal Engineers inspizierten die Verteidigung jeder einzelnen Kolonie und fassten die Ergebnisse zu den Jervois-Scratchley-Berichten von 1877 zusammen. Diese wurden Grundlage der Verteidigungsplanung in Australien und Neuseeland für die nächsten 30 Jahre.
Eine Folge der Berichte war, dass die Verteidigung aller Kolonien einheitlich, mit regionalen Abweichungen, organisiert wurden. Wohlhabendere Kolonien mit einer tendenziell größerer Bevölkerung hatten einen höheren Anteil an ständig bezahlten Soldaten und Milizen, während die kleineren Kolonien sich für mehr Freiwillige entschieden. Angesichts der Tatsache, dass ein großer Teil der Berichte sich auf die Seehäfen konzentrierte, sind die ab 1888 entstandenen vielfältigen Befestigungsanlagen, die sich an den Einfahrten zu den größeren Häfen in Australien und Neuseeland befinden, das sichtbarste Zeichen ihres Einflusses. Zu diesen Festungen gehören:
- Die Festung auf Bare Island, Botany Bay, New South Wales
- Fort Scratchley, Newcastle, New South Wales
- Fort Lytton, Brisbane, Queensland
- Fort Glanville, South Australia
- Fort Jervois, Ripapa Island, Neuseeland
- Fort Nepean und Fort Pearce in Port Phillip Bay, Victoria